# Lodewijk de Vadder

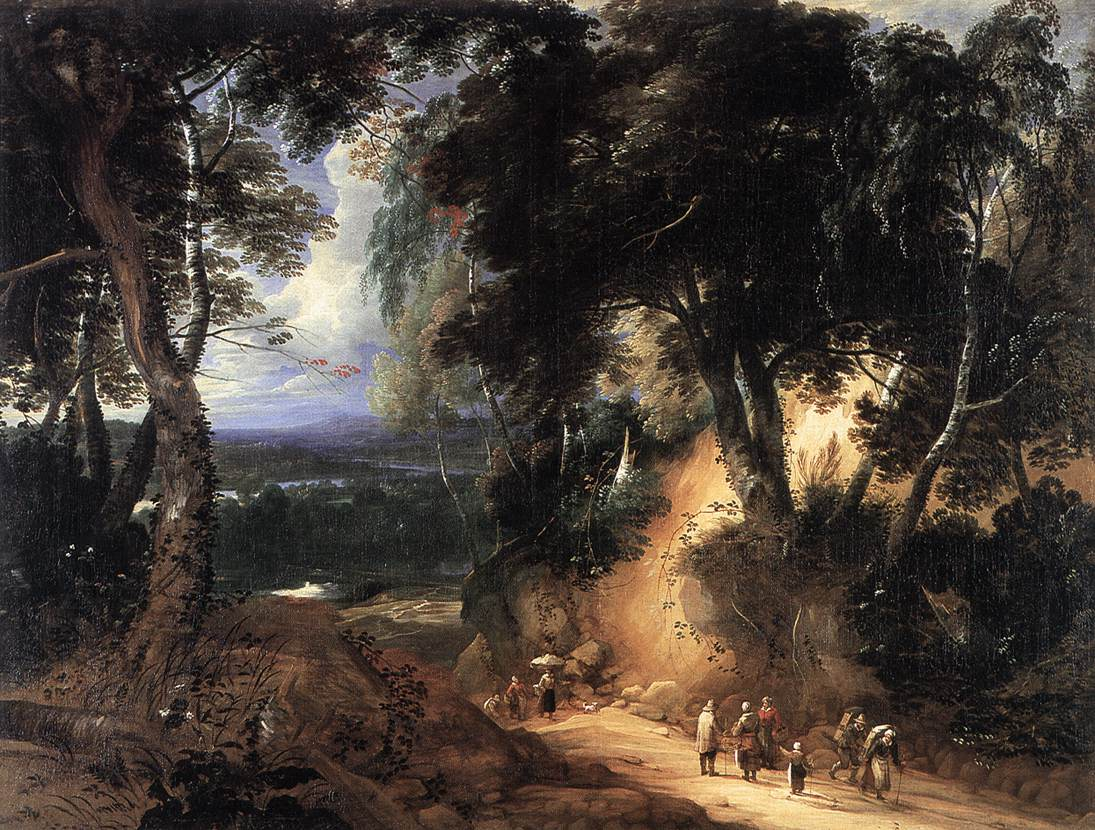
El bosc de Soignes amb caminants, oli sobre llenç, 175 x 230 cm, Gant, Museum voor Schone Kunsten

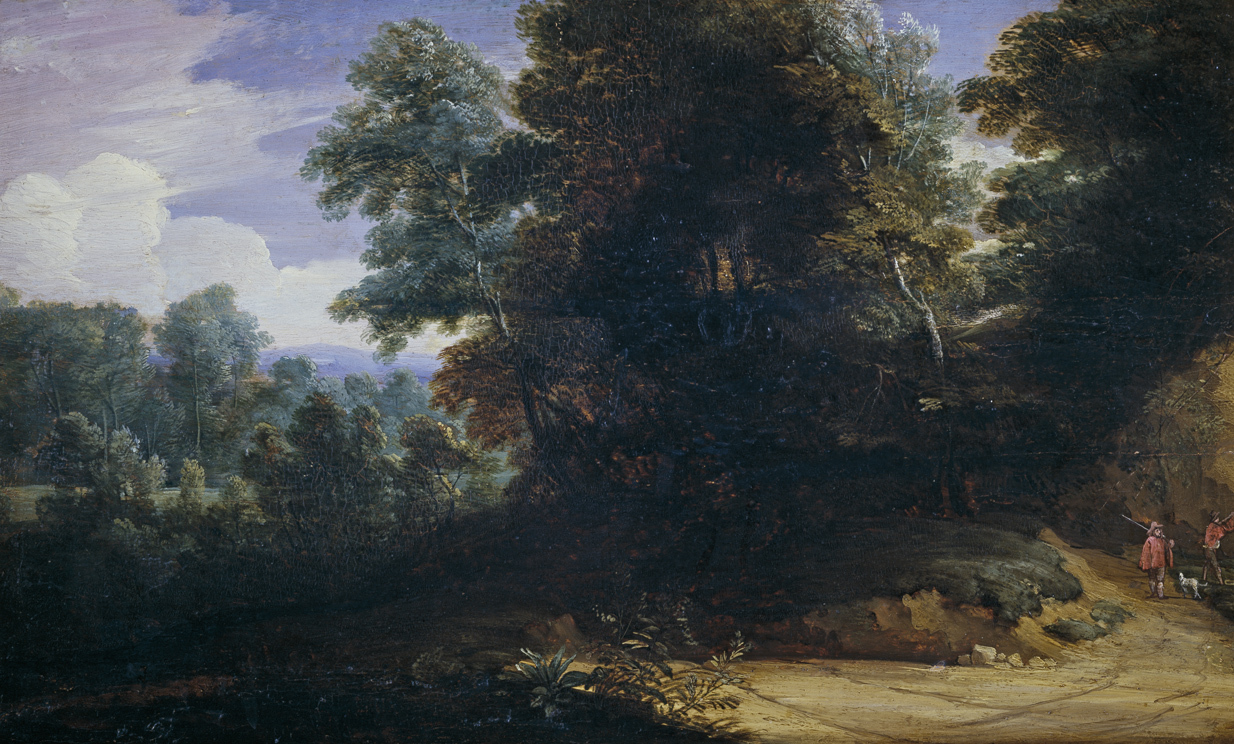
Paisatge amb caçadors, oli sobre taula, 39 x 65 cm, Madrid, Museu del Prado

Lodewijk de Vadder (Brussel·les 1605 – 1655), va ser un gravador i pintor barroc flamenc, especialitzat en la pintura de paisatge.

## Biografia
Nascut a Brussel·les, va ser batejat el 8 d'abril de 1605. El 1628 va ingressar com a mestre en el gremi de Sant Lluc de la seva ciutat natal, on va realitzar tota la seva carrera artística, incloent la realització de cartrons per a tapissos. Entre els seus deixebles destaquen els també paisatgistes Lucas Achtschellinck i Ignatius van der Stock.
Vadder, com Jacques d'Arthois, poc més jove, va trobar la seva inspiració en el bosc de Soignes, proper a Brussel·les, evocat en els seus paisatges d'arbres frondosos i camins de terra, composts amb aparença espontània i efectes atmosfèrics deutors dels paisatges últims de Rubens.

## Website
https://www.lodewijkdevadder.net